# Geinberg
Geinberg è un comune austriaco di 1 455 abitanti nel distretto di Ried im Innkreis, in Alta Austria.